# Wálter Veizaga
Wálter Veizaga Argote (ur. 22 kwietnia 1986 w Cochabambie) – boliwijski piłkarz występujący na pozycji pomocnika w boliwijskim klubie The Strongest oraz w reprezentacji Boliwii. Znalazł się w kadrze na Copa América 2015.